# Thomas Walter (botanico)
Thomas Walter (1740 – 1789) è stato un botanico statunitense di origine britannica.
| Walter è l'abbreviazione standard utilizzata per le piante descritte da Thomas Walter. Consulta l'elenco delle piante assegnate a questo autore dall'IPNI. |